# Juan Antonio Bardem
Juan Antonio Bardem Muñoz (Madrid, 2 de juny de 1922 - 30 d'octubre de 2002) va ser un director de cinema espanyol i militant del PCE.

## Biografia
Nascut el 2 de juny de 1922. Fill dels actors Rafael Bardem i Matilde Muñoz Sampedro i germà de Pilar Bardem. Es va casar amb María Aguado Barbado amb qui va tenir quatre fills: Miguel Bardem, Juan, Rafael i María. Va ser també oncle dels actors Javier Bardem, Carlos Bardem i Mónica Bardem.
Encara que fill d'actors, no es va vincular a aquest món des d'un principi, sinó que es va titular com a enginyer agrònom. Fou posteriorment, estudiant cinema a l'institut d'Investigacions i Experiències Cinematogràfiques, quan es va plantejar dedicar-se al món del cel·luloide. D'aquella època li ve l'amistat i la col·laboració amb Luis García Berlanga. Aquesta relació va fructificar a la pel·lícula Esa pareja feliz, que van codirigir, i va continuar amb Bienvenido, Mister Marshall, de 1953, en la qual ambdós van ser coguionistes i van comptar a més amb una contribució addicional de Miguel Mihura en els diàlegs. Bienvenido, Mister Marshall, dirigida per Berlanga, va obtenir el premi al millor guió i a la millor comèdia al Festival de Cannes. El 1953 va començar a dirigir les seves pròpies pel·lícules, entre les quals destaquen Muerte de un ciclista (1955, Premi de la Crítica internacional al Festival de Cannes) i Calle Mayor (1956, Premi de la Crítica al Festival de Venècia). Mentre dirigia aquesta pel·lícula va ser detingut i va passar dues nits a la Direcció General de Seguretat. La pel·lícula La venganza (en la que també va col·laborar l'escriptor Luciano G. Egido), va ser nominada a l'Òscar a la millor pel·lícula de parla no anglesa.
Malgrat aquests èxits internacionals, Bardem va tenir problemes a Espanya amb la censura a causa de la seva militància al Partit Comunista d'Espanya i durant els anys 1960 i 1970 a penes va poder desenvolupar el seu treball cinematogràfic al país. És el més polititzat de les Tres Bes del cinema espanyol (Bardem, Berlanga i Buñuel).
Les seves pel·lícules posteriors no van rebre el suport de la crítica, amb l'excepció de El puente (1976), on intentava desfer el discurs cinematogràfic del "landisme".
També es compta entre les seves obres Siete días de enero (1979, guardó Golden Price en el Festival de Moscou), pel·lícula que narra l'assassinat de quatre advocats laboralistes pertanyents al PCE per part d'un comando terrorista d'ultradreta, tot això en plena transició espanyola.
Va morir a Madrid el 30 d'octubre de 2002 als 80 anys a causa d'una malaltia hepàtica. Poc abans havia escrit un llibre de memòries titulat Y todavía sigue.

## Filmografia

### Com a director
- Paseo por una guerra antigua (curtmetratge codirigit al costat de Luis García Berlanga, 1948)
- Esa pareja feliz (1951, codirigida amb Luis García Berlanga)
- Cómicos (1954)
- Felices pascuas (1954)
- Muerte de un ciclista (1955)
- Calle Mayor (1956)
- La venganza (1958)
- Sonatas (1959)
- Los inocentes (1962)
- Nunca pasa nada (1963)
- Los pianos mecánicos (1965)
- El último día de la guerra (1968)
- Varietés (1971)
- La corrupción de Chris Miller (1973)
- La isla misteriosa (1973)
- El puente (1976)
- Siete días de enero (1979)
- Die Mahnung (La advertencia) (1982)
- Lorca, muerte de un poeta (1987)
- El joven Picasso (1993)
- Resultado final (1997)

### Com a guionista
- Esa pareja feliz (1951)
- Bienvenido, Mister Marshall (1953)
- Novio a la vista (1954)
- Felices pascuas (1954)
- Cómicos (1954)
- Muerte de un ciclista (1955)
- El amor de don Juan (1956)
- Calle Mayor (1956)
- La venganza (1958)
- Sonatas (1959)
- Los inocentes (1962)
- Los pianos mecánicos (1965)
- Varietés (1971)
- La isla misteriosa (1973)
- El puente (1976)
- Siete días de enero (1979)
- Lorca, muerte de un poeta (1987)
- Resultado final (1997)

## Premis i nominacions

### Premis
- Premi Goya d'honor (2002)

### Nominacions
- 1958 Oscar a la millor pel·lícula de parla no anglesa per La venganza